# Garpenbergs bruk
Garpenbergs bruk är ett tidigare bruk i Garpenberg i Hedemora kommun (Sverige) som länge var nära förbundet med Garpenbergs gruva. Bruket är av medeltida ursprung. Namnet Garpenberg kommer av de bergsmän – garpar – som rekryterades från det tyska Centraleuropa för att utveckla gruvdriften och hytthanteringen i Sverige.

## Historik
Bergsbruket i området är omskrivet sedan 1300-talet, men har sannolikt pågått mycket längre. Analyser av sedimentprover från Gruvsjön intill gruvan och bruket visar att gruvdrift pågått kontinuerligt i området sedan 400-talet.
Första innehavaren av egendomen uppges ha varit biskopen i Västerås, Israel Erlandsson Ängel, död 1332. Egendomen innehades 1401 av biskop Nicolaus Michael i Västerås och 1486 av Lasse Bonde.   
Bruket grundades vid mitten av 1500-talet av Gustaf Vasa. 1579-1597 hade Johan III:s kammarherre Olof Knutsson Garpenbergs bruk "i befattning".
Från 1613 utarrenderar kronan bruket, först till Kristofer Steijern från Falun. 1674 anlades här också ett kopparmyntplåtverk som var i drift till 1757. Mynten präglades vid Avesta myntverk.
Andra halvan av 1700-talet ägdes bruket av Salomon von Stockenström (1751-1811). Efter honom kammarherre Erik von Stockenström (1792-1869). I maj 1852 hade brukets ägare kammarherre Erik von Stockenström gjort konkurs och egendomen köptes av ett bildat bolag bland kreditorerna för en halv miljon Riksdaler Riksgälds. Bruket ombildades till aktiebolag 1855. I juni 1856 gick bruks- och lantegendomarna med tillhörande verksamheter på auktion och köptes av  grosshandlare Jederholm för 302 500 kr. Redan i december samma år hade egendomen försålts till grosshandlare P. Kleman i Stockholm för 350 000 kr.
År 1866 köptes bruket av Hampus August Cornelius på auktion. Med köpet följde inte gruvverksamheten, utan gruva och bruk separeras i två olika bolag. 1910 går bruket i konkurs en sista gång. Redan 1905 hade dock järnhanteringen upphört. Samma år invigdes järnvägssatsningen mellan Fors och Garpenbergs station (vid Brattfors bruk), som efter förlängning till Gruvgårdens station 1908 fick namnet Gruvgården-Fors järnväg.
1913 köpte staten Garpenbergs bruk och dess skogsmark. 1915 startade Skogshögskolan utbildning i bruksherrgården.
Herrgårdens huvudbyggnad uppfördes 1801. 